# Estación de Espiel
Espiel fue una estación de ferrocarril situada en el municipio español de Espiel, en la provincia de Córdoba. Las instalaciones pertenecieron a la línea Córdoba-Almorchón, habiendo llegado a ser una de las principales estaciones del trazado.

## Situación ferroviaria
La estación se encontraba en el punto kilométrico 52,0 de la línea férrea de ancho ibérico de Córdoba a Almorchón.

## Historia
El tramo Belmez-Alhondiguilla de la línea Córdoba-Belmez fue abierto al tráfico en noviembre de 1870, aunque la construcción del resto del trazado no se completaría hasta 1873. Aunque las obras corrieron a cargo de la Compañía del Ferrocarril de Córdoba a Belmez, en 1880 la línea pasó a manos de una nueva propietaria, la Compañía de los Ferrocarriles Andaluces. En Espiel se levantó una estación de ferrocarril que disponía de un edificio de viajeros, un muelle-almacén de mercancías y varias vías de servicio. En 1941, con la nacionalización las líneas de ancho ibérico, las instalaciones de Espiel pasaron a integrarse en la red de RENFE. El 1 de abril de 1974 se cerró la línea al tráfico de pasajeros, lo que también sigfnicó la clausura al servicio de muchas de las estaciones del trazado. Aun así, las instalaciones de Espiel siguieron estando en servicio e incluso dispusieron de personal adscrito a las mismas. Con posterioridad la estación quedaría sin uso definitivamente. En la actalidad parte del recinto de la estación ha sido rehabilitado como albergue.